# Bill Albury
William Frederick Albury (sinh ngày 10 tháng 8 năm 1933) là một cầu thủ bóng đá người Anh.  Ông thi đấu chuyên nghiệp cho Portsmouth và Gillingham từ năm 1951 đến năm 1960, có tổng cộng 61 lần ra sân ở Football League, ghi 12 bàn thắng.